# Nagamangala
Nagamangala là một thị xã panchayat của quận Mandya thuộc bang Karnataka, Ấn Độ.

## Địa lý
Nagamangala có vị trí 12°49′B 76°46′Đ / 12,82°B 76,76°Đ Nó có độ cao trung bình là 772 mét (2532 feet).

## Nhân khẩu
Theo điều tra dân số năm 2001 của Ấn Độ, Nagamangala có dân số 16.050 người. Phái nam chiếm 51% tổng số dân và phái nữ chiếm 49%. Nagamangala có tỷ lệ 71% biết đọc biết viết, cao hơn tỷ lệ trung bình toàn quốc là 59,5%: tỷ lệ cho phái nam là 74%, và tỷ lệ cho phái nữ là 67%. Tại Nagamangala, 12% dân số nhỏ hơn 6 tuổi.